# Zádorfalva
Zádorfalva je obec v Maďarsku na severozápadě župy Borsod-Abaúj-Zemplén v okresu Putnok poblíž slovenských hranic. K 1. lednu 2017 zde žilo 445 obyvatel.

## Historie
První písemná zmínka o obci pochází ze 13. století.

## Geografie
Obec se nachází asi 10 km severně od okresního města Putnok. Od města s župním právem Miškovec se nachází asi 37 km jihovýchodně.
Obcí protéká potok Szuha. Obec se nachází poblíž slovenských hranic ve výšce 210 m n. m.